# Ivrea

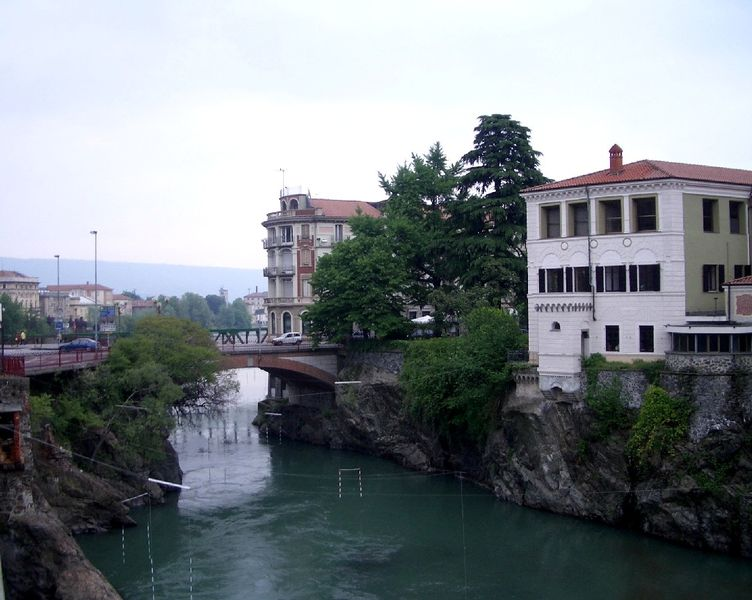
Blick auf die Dora Baltea in Ivrea

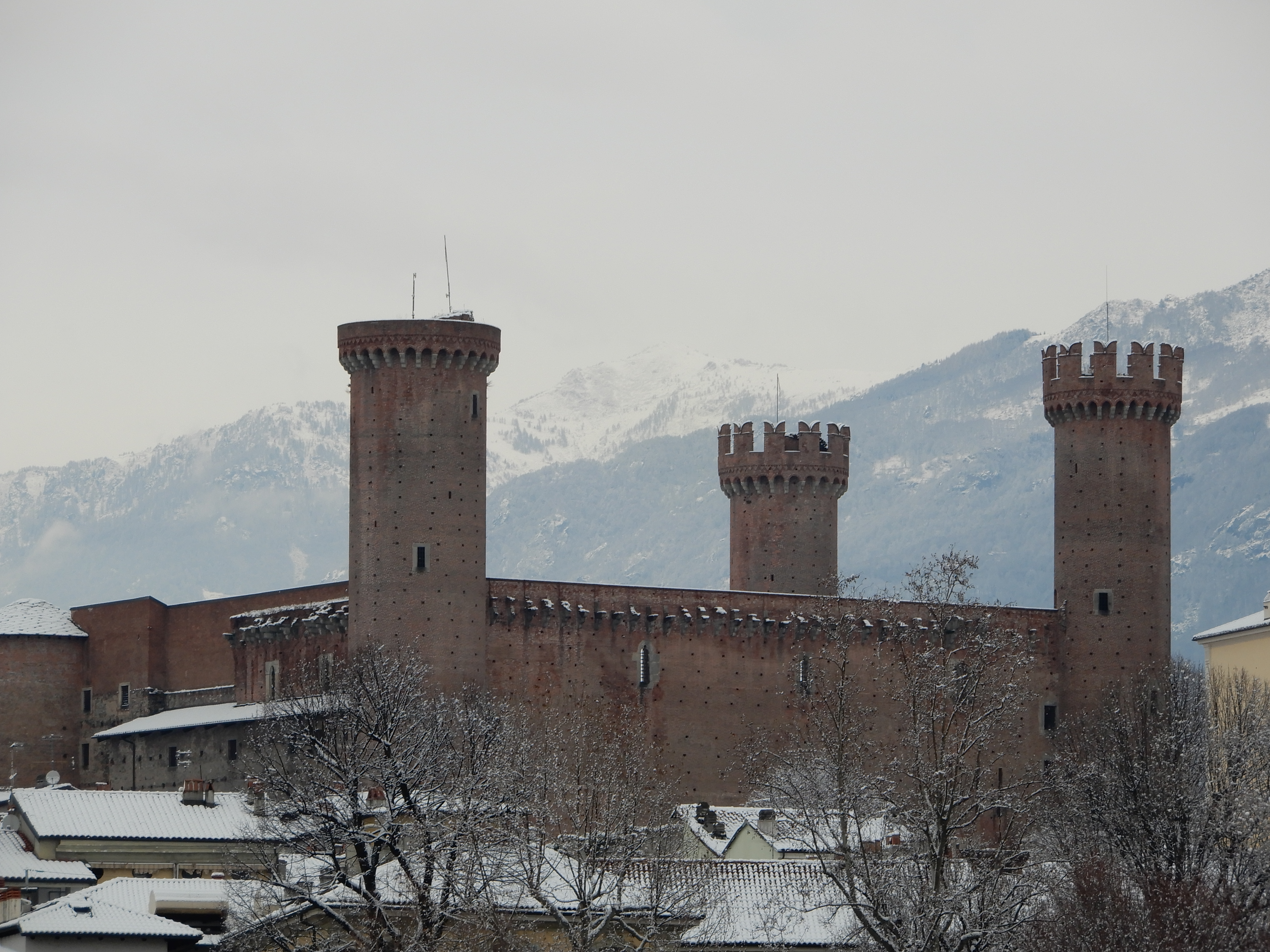
Das Kastell von Ivrea

Ivrea (piemontesisch Ivréa, im lokalen Dialekt Ivreja, walserdeutsch Eebri) ist eine italienische Stadt in der Metropolitanstadt Turin, Region Piemont.

## Lage und Einwohner
Die Stadt befindet sich am nördlichen Rand der Po-Ebene zwischen Turin und dem Aostatal auf einer Höhe von 253 m s.l.m. Sie liegt am Fuße eines 25 km langen Bergrückens moränischen Ursprungs, bekannt unter dem Namen La Serra. Durch die Stadt fließt der Fluss Dora Baltea. Vom Fluss zweigt der Naviglio di Ivrea ab, der bis nach Vercelli führt. Das Gemeindegebiet umfasst eine Fläche von 30 km² und hat 22.427 Einwohner (Stand 31. Dezember 2023). 
Die Nachbargemeinden sind Chiaverano, Montalto Dora, Burolo, Bollengo, Cascinette d’Ivrea, Fiorano Canavese, Banchette, Salerano Canavese, Pavone Canavese, Albiano d’Ivrea, Romano Canavese, Strambino und Vestignè. 

## Geologie
Nach der Stadt ist der Ivrea-Körper benannt. Dieser ist ein schräg aus dem oberen Erdmantel emporragender Körper von deutlich größerer Dichte, der massive regionale Lotabweichungen sowie eine unregelmäßige Verbiegung des südalpinen Geoids bewirkt.
Im Tal des Flusses Sesia, einem Nebenfluss des Po, kann man eine Schichtenfolge finden, die den Aufbau der Erdkruste bis hin zum oberen Erdmantel genau nachbildet. Man nimmt an, dass dieser Körper bei der Entstehung der Alpen verkippt wurde.

## Geschichte

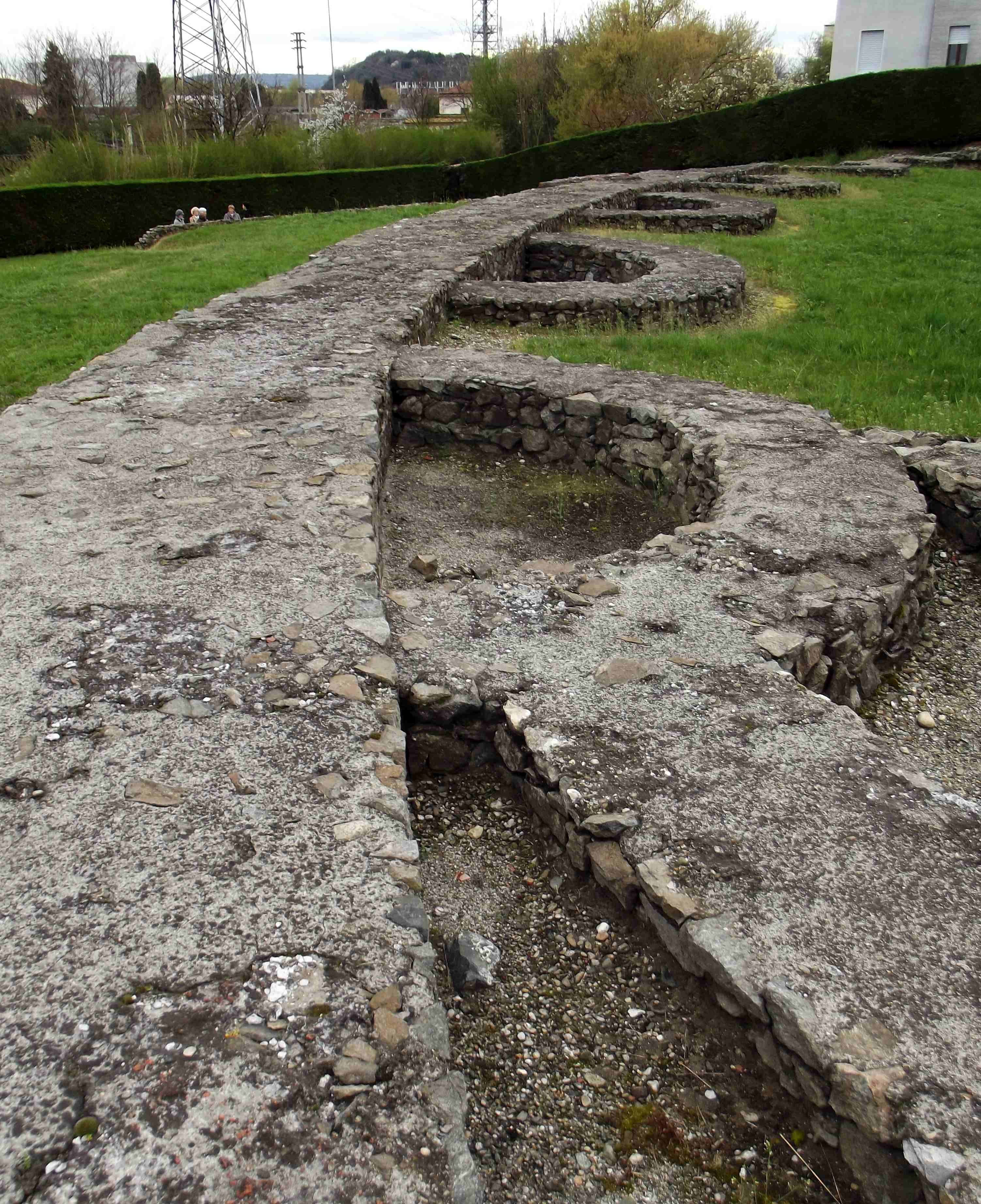
Überreste des Amphitheaters von Ivrea

Ivrea wurde im Jahre 100 v. Chr. von den Römern als Eporedia gegründet.
Im 6./7. Jahrhundert nach der Trennung von der Diözese Vercelli wird Ivrea Bischofssitz. Sie war Zentrum eines langobardischen Herzogtums und der Markgrafschaft Ivrea in nachkarolingischer Zeit. Nach der Familie der Anskarier, die im 10. Jahrhundert in der Stadt bestimmend waren, übernahm Arduin von Ivrea etwa 990 die Macht und führte mehrere Kriege gegen seine Nachbarn, besonders gegen Bischof Leo von Vercelli, der seinerseits vom ottonischen Kaiserhaus unterstützt wurde.
Nach Arduins Tod zerfiel die Markgrafschaft und die Bischöfe von Ivrea wurden zusammen mit den kommunalen Einrichtungen die bestimmende Kraft: im 12. Jahrhundert ging man gegen Friedrich Barbarossa vor. Der Blüte Anfang des 12. Jahrhunderts folgte in der zweiten Hälfte des 13. Jahrhunderts die Eingliederung in die Markgrafschaft Montferrat und damit der Niedergang der kommunalen Strukturen. Im 14. Jahrhundert geriet die Stadt unter den Einfluss des Hauses Savoyen und wurde 1356 von Amadeus VI. Savoyen angegliedert. Dieser ließ ab 1358 das bis heute erhaltene Kastell erbauen. 

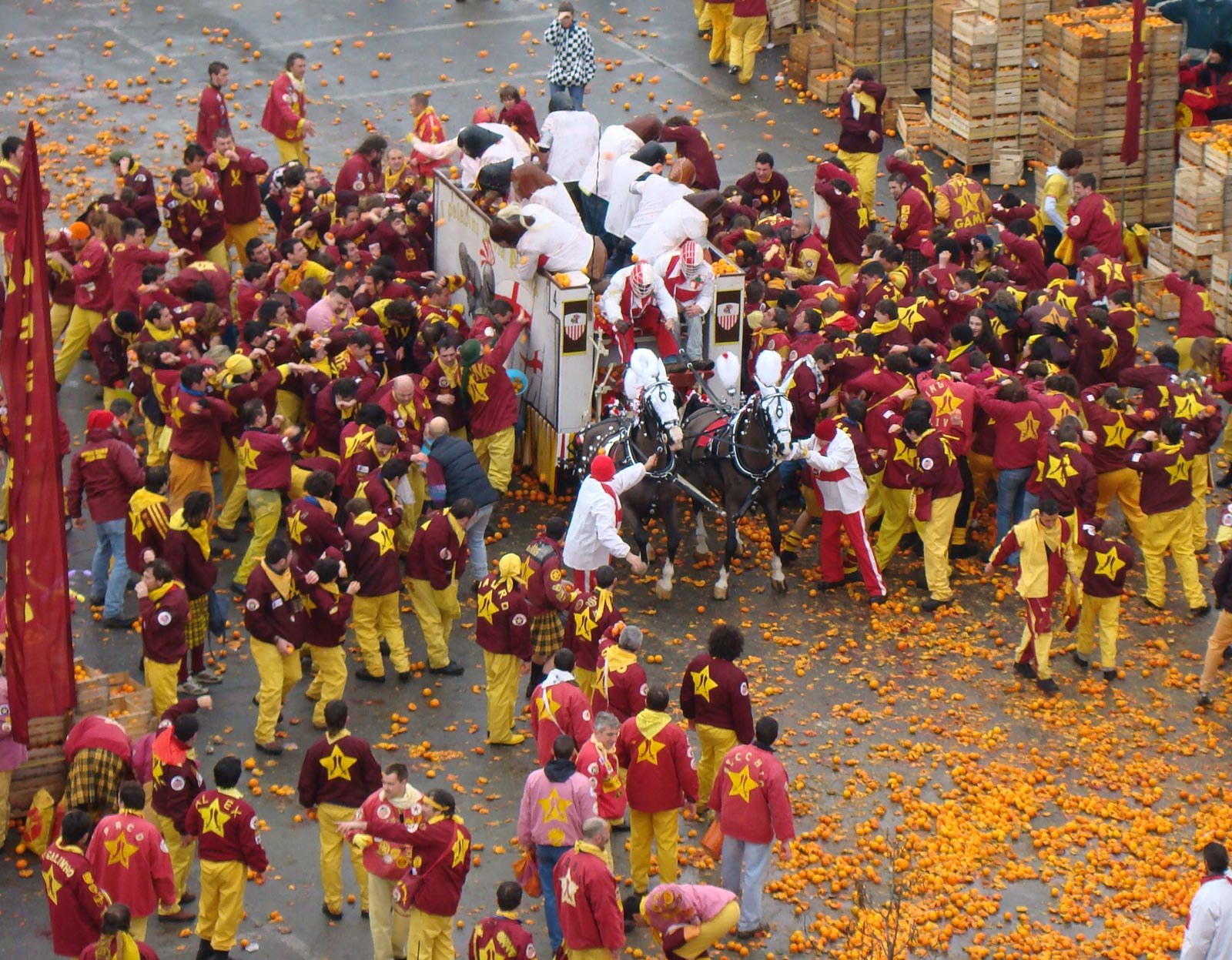
Karneval in Ivrea

## Kultur
Ivrea ist für seinen historischen Karneval bekannt, bei dem eine „Orangenschlacht“ (battaglia delle arance) ausgetragen wird. Der Ursprung dieser Tradition geht auf das Jahr 1808 zurück, in dem die napoleonischen Herrscher den Zusammenschluss der verschiedenen Karnevalsfeste zu einem einzigen beschlossen.

## Architektur
- Kastell von Ivrea
- Torre dei Tallianti
- Torre di Santo Stefano
- Kathedrale von Ivrea
- St. Ulrichskirche
- Santuario di Monte Stella
- Ponte Vecchio (Ivrea)
- römisches Amphitheater

- Firmengelände von Olivetti um den Corso Jervis,  seit 1. Juli 2018 Weltkulturerbe.[2]

## Wirtschaft
In Ivrea wurde im Jahre 1908 die Firma Olivetti gegründet. Die wirtschaftliche und soziale Struktur der Stadt ist eng mit der Unternehmensgeschichte von Olivetti verflochten, das lange der größte und wichtigste Arbeitgeber der Stadt war. Seit der schweren Krise der Firma Anfang der 1990er Jahre haben sich jedoch auch mehrere mittelständische Unternehmen zu wichtigen Arbeitgebern entwickelt.

## Persönlichkeiten
- Camillo Olivetti (1868–1943), Ingenieur und Gründer von Olivetti
- Adriano Olivetti (1901–1960), Geschäftsmann, Sohn von Camillo Olivetti
- Riccardo Filippi (1931–2015), Radrennfahrer
- Mariella Gramaglia (1949–2014), Politikerin und Frauenrechtlerin
- Sergio Rizzo (* 1956), Journalist und Schriftsteller
- Ida Golin (1959–2025), Fußballspielerin
- Germana Sperotto (* 1964), Skilangläuferin
- Simone Malusà (* 1974), Snowboarderin
- Arianna Follis (* 1977), Skilangläuferin und Skibergsteigerin
- Annalisa Ceresa (* 1978), Skirennläuferin
- Greta Laurent (* 1992), Skilangläuferin